# Godfrey Binaisa
Godfrey Lukongwa Binaisa (30 mei 1920 - 5 augustus 2010) was een Oegandees jurist en politicus. Hij was president ad interim van Oeganda tussen juni 1979 en mei 1980.
Binaisa was een Baganda, het grootste volk in Oeganda. Hij studeerde rechten aan de Makarere Universiteit in Kampala en behaalde in 1955 een graad aan het King's College in Londen. Als advocaat werd hij lid van het Uganda National Congress, dat ijverde voor de onafhankelijkheid. Toen het UNC verdeeld raakte koos hij voor het Uganda People's Congress van Milton Obote. Hij werd bij de onafhankelijkheid in 1962 de eerste procureur-generaal van Oeganda, wat in het Angelsaksisch bestuursmodel een kabinetspost is. Hij steunde de breuk van Obote met het koninkrijk der Baganda in 1966, waardoor hij een uitgestotene van zijn volk werd. In 1968 raakte hij in conflict met Obote over diens detentiewetten, en stapte uit de regering. In 1971 week hij uit naar New York, waar hij zich aansloot bij een verzetsgroep tegen de dictatuur van Idi Amin. Na diens val keerde hij terug naar Oeganda, waar Yusuf Lule een overgangsregering had gevormd. Onenigheid tussen Lule en het interim-parlement van het Uganda National Liberation Front leidde al op 20 juni 1979 tot de vervanging van Lule als president en premier van Oeganda door Binaisa.
Onder het presidentschap van Binaisa ging het verder bergafwaarts met Oeganda. In grote delen van het land heerste honger, en de gedeeltelijke terugtrekking van de Tanzaniaanse invasiemacht leidde tot wetteloosheid en misdaad op grote schaal. Binaisa kreeg geen speelruimte van de werkelijke machthebbers in en buiten zijn regering. Eerst raakte hij verwikkeld in een machtsstrijd met minister van Defensie Yoweri Museveni, die hij in december degradeerde tot minister van Regionale Ontwikkeling. Daarmee viel het evenwicht in de coalitie weg en werd Binaisa afhankelijk van de noordelijke aanhangers van oud-president Obote, die zelf in Tanzania verbleef. In februari 1980 werd minister Paulo Luwanga van Binnenlandse Zaken benoemd tot ambassadeur bij de Verenigde Naties in Genève. Dit moest Binaisa na twee weken gedeeltelijk terugdraaien: Luwanga keerde als minister van Arbeid terug in de regering.
Toen de president bij de tekenen van een naderende staatsgreep stafchef-generaal David Oyite Ojok wegpromoveerde tot ambassadeur in Algiers, greep Luwanga in. De militaire commissie van het noodparlement zette de president op 12 mei 1980 af en benoemde een collectief presidentschap dat verkiezingen moest voorbereiden.
Binaisa werd vicepresident van de Uganda Patriotic Movement van Museveni, die de (gemanipuleerde) verkiezingen verloor en een guerrilla startte tegen de teruggekeerde president Obote. Binaisa oefende in die jaren weer de advocatuur uit in New York. Na zijn pensionering keerde hij terug naar Oeganda, waar hij door Museveni met egards werd bejegend. Hij kreeg een staatsbegrafenis.
Edward Mutesa · Milton Obote · Idi Amin · Yusuf Lule · Godfrey Binaisa · Paulo Muwanga · Presidentiële commissie · Milton Obote · Bazilio Olara-Okello · Tito Okello · Yoweri Museveni